# Maison forte du Villaret
La maison forte du Villaret est une ancienne maison forte, chef-lieu de la seigneurie du Villaret, dont les vestiges se dressaient encore en 1907, sur la commune de Meyrieux-Trouet, dans le département de la Savoie en région Auvergne-Rhône-Alpes.

## Situation
La maison forte du Villaret se dressait au hameau éponyme, où, l'on pouvait encore la voir en 1907.

## Histoire
Le petit fief du Villaret fut la possession probable des Seyssel puis des Mareste, après 1579, avant d'être entre les mains d'une branche de la famille de Bavoz. ; un Bavoz, seigneur d'Oncieu, y vit en 1630.
Le 1er octobre 1675, noble Laurent de Bavoz, seigneur du Villaret, assiste à Yenne à la réunion de la noblesse du petit Bugey, à l'occasion de l'avènement de Victor-Amédée II de Savoie.
En 1730,, Charles Philibert de Bavoz, fils de Laurent, y vit avec son épouse, Anne de Saint-Martin, veuve du sire de Gerbaix. La maison forte échoit après la Révolution française à la famille Dupasquier, originaire du pays.